# Sidi Maârouf
Ne doit pas être confondu avec Sidi Maarouf.
Pour les articles homonymes, voir Maarouf.
 (décembre 2011).
Si vous disposez d'ouvrages ou d'articles de référence ou si vous connaissez des sites web de qualité traitant du thème abordé ici, merci de compléter l'article en donnant les références utiles à sa vérifiabilité et en les liant à la section « Notes et références ».
Sidi Maârouf est un quartier d'affaires casablancais situé à mi-chemin entre l'aéroport international Mohamed V et le centre de Casablanca.
Adjacent au quartier huppé Californie, Sidi Maarouf abrite aussi bien des logements, HLM que des maisons de standing, le quartier est connu surtout pour son centre d'activité qui connait une croissance fulgurante attirant les plus grandes multinationales ainsi une population de plus en plus importante.

## Histoire
Le quartier Sidi Maârouf doit son nom à un ancien Marabout dont la tombe se trouve à proximité du quartier.
Aujourd'hui, le quartier fait partie de la préfecture Ain Chock et est adjacent au quartier chic de "California". Il abrite aussi des logements économiques et des maisons de moyen standing situés dans des lotissements ttaoufik, El Fath et Florida.

## Entreprises présentes
- Accenture
- Altran
- Archos
- Atos Origin
- Capgemini
- Citibank
- Coca-Cola
- Dell
- DHL
- Huawei Technologies
- Inter mutuelles assistance
- IBM
- Jet4you
- Leyton maroc
- Thesee maroc
- LG
- Logica
- Meditelecom
- Oracle Corporation
- PETROM
- Schneider Electric
- Shell
- Valeo
- Wana Corporate
- Nokia
- MITC (Moroccan Information Technopark Company)
- IB Maroc
- Phoning System
- PROMAGRI
- Holcim MAROC,
- ECOVAL MAROC
- Intelcia group
- Pwc
- Deloitte
- Neo data
- Navimar
- Cotrama

## Transport
Le quartier est bien desservi par les transports en commun, on peut s'y rendre depuis l'Aéroport Mohammed V ou depuis le centre-ville en empruntant le RER Al Bidaoui et en descendant à la station Gare des Facultés, ou bien en prenant l'une des plusieurs lignes de Bus (lignes 7, 53, 59, 105, 107, 128, 168, 200, etc.), les petits ou les grands taxis. Le quartier est desservi par la ligne 1 du tramway de Casablanca qui relie les facultés et Sidi Moumen, et la ligne 1 du Busway de Casablanca qui relie Sidi Maârouf et Salmia 2. 
Par ailleurs l'accès au quartier d'affaires est également facilité par la proximité de plusieurs autoroutes, la A1 qui relie Casablanca à Safi en passant par El Jadida d'une part, Casablanca à Rabat d'une autre part,  la A3 reliant Casablanca à Marrakech en passant par l'Aéroport Mohamed V

## Éducation
Sidi Maarouf se trouve à proximité de plusieurs grandes écoles et universités marocaines, dont notamment :  
- ISCAE, école de commerce et de management casablancaise,
- EHTP, école d'ingénieurs casablancaise,
- ENSEM, école d'ingénieurs casablancaise,
- EST Casablanca
- ESITH, école d'ingénieurs casablancaise,
- CFMOTI, établissement de formation professionnelle de l'OFPPT dédié à l'offshoring et aux nouvelles technologies de l'information,
- Hautes Études de Management (HEM)
- ESIG
- Faculté des Sciences Ain Chock
- Faculté des Sciences Juridique Economique et Sociale Ain Chock
- ISEM, institut supérieur des études maritime

## Casanearshore
Offrant une superficie totale de 250 000 m² de bureaux, Casanearshore est situé en plein cœur du quartier Sidi Maârouf, et il ambitionne de devenir le premier pôle de l'offshoring du Maroc et d'Afrique du Nord.